# Hamilton Bobby
Hamilton Bobby (* um 1967; † 10. Dezember 2011 in Kochi, Indien) war ein indischer Fußballspieler auf der Position eines Mittelfeldspielers. Von nachweislich 1993 bis 2000 repräsentierte er den Bundesstaat Tamil Nadu in dessen Fußballauswahl und trat dabei zwei von siebenmal als Kapitän der Auswahl bei der Santosh Trophy in Erscheinung. Auf Vereinsebene spielte er von 1990 bis 2005 für den Indian Bank RC. Nachdem er die verschiedenen Jugendauswahlen seines Heimatlandes durchlaufen hatte, war er auch in der A-Nationalmannschaft Indiens aktiv.

## Karriere
Hamilton Bobby wurde etwa um das Jahr 1967 als jüngstes von insgesamt zehn Kindern geboren und begann bereits in jungen Jahren mit dem Fußballsport. Seine Eltern verstarben, noch bevor Hamilton 14 Jahre alt war. Neben ihm war auch einer seiner älteren Brüder, Xavier Pius, als Profifußballspieler tätig; dieser spielte unter anderem für den Mohun Bagan AC, war Nationalspieler und bis zu seinem Abgang Anfang 2014 34 Jahre bei State Bank of India angestellt. Hamilton Bobby repräsentierte sein Heimatland unter anderem in deren U-16-Auswahl in Burma und in der U-23-Nationalmannschaft auf den Malediven. Nachdem er bereits in seiner frühen Jugend in der lokalen Fußballliga von Chennai agierte, schloss er sich im Jahre 1990 dem Indian Bank RC an und war für diesen über einen Zeitraum von 15 Jahren bis zu seinem Abgang im Jahre 2005 im Einsatz. Unter dem ehemaligen Internationalen und späteren Fußballtrainer K.P. Sethumadhavan machte er auf sich aufmerksam und wurde nach zwei bis drei Jahren beim Verein aus Chennai im Jahre 1993 im Alter von 26 Jahren in die Fußballauswahl von Tamil Nadu, die den gleichnamigen Bundesstaat Indiens repräsentiert, geholt. Dort bildete er zusammen mit Syed Sabir Pasha Jahre hinweg ein kongeniales Angriffsduo; Bobby als offensiver Mittelfeldakteur und Spielmacher und Pasha als torgefährlicher Mittelstürmer. Für das Team war er nachweislich bis einschließlich 2000 aktiv und vertrat es siebenmal, davon zweimal als Kapitän, bei der alljährlichen Santosh Trophy.
Dies war in den frühen 1990ern auch die Zeit, in der die Indian Bank ernsthaft versuchte ihre Fußballmannschaft im indischen Ligafußball zu etablieren. Mit der Mannschaft spielte er in der höchsten indischen Fußballliga, stieg mit der Mannschaft am Ende der Spielzeit 1998/99 jedoch erstmals in die zweite Division ab. Dort verblieb man bis einschließlich der Saison 2001/02, ehe man als Vizemeister hinter dem Dempo SC den Wiederaufstieg in die Erstklassigkeit schaffte. Bereits in den zwei Zweitligasaisons davor stand man jedes Mal knapp vor einem Wiederaufstieg, konnte sich aber letzten Endes nie gegen die Konkurrenz durchsetzen. Nachdem das Team zum Abschluss der Erstligaspielzeit 2002/03 gerade noch vor einem neuerlichen Abstieg in die zweite Division verschont geblieben war, folgte der direkte Abstieg nur ein Jahr später, als das Team als klarer Letzter mit nur acht erreichten Punkten abermals in die Zweitklassigkeit abstieg. Danach war das Team weit von einem Wiederaufstieg entfernt und stieg am Ende der Saison 2007/08 gar um eine weitere Spielstufe ab. Dies musste Bobby allerdings nicht mehr miterleben, der sich im Jahre 2005, mittlerweile 38-jährig, nach 15-jähriger Vereinszugehörigkeit dazu entschloss, seine Vereinskarriere an den Nagel zu hängen. Stattdessen wollte der ehemalige Bankbeamte der State Bank of India seine Karriere beim mittlerweile ebenfalls bereits unterklassig agierenden FC Kochin ausklingen lassen. Zudem trat er als Nachwuchstrainer in Erscheinung und besuchte einige Trainerkurse über die AFC.
Im Laufe seiner aktiven Zeit wurde Bobby auch zweimal in der indischen Fußballnationalmannschaft eingesetzt. Darunter einmal bei einem Spiel im Bristol (Freedom/Independent) Cup in Colombo, sowie bei einem Spiel gegen Portugal in Goa. Nachdem Bobby bereits bei seinem Karriereende beim Indian Bank RC als Assistenztrainer agierte, hatte er diese Position bis zu seinem frühen Tod Ende des Jahres 2011 inne. Nebenbei war er jedoch auch weiterhin als Jugend- und Nachwuchstrainer im Einsatz. Am 10. Dezember 2011 brach der 44-jährige Hamilton Bobby auf seinem Arbeitsplatz bewusstlos zusammen und wurde umgehend ins Krankenhaus gebracht. Dort konnte allerdings nichts mehr für den ehemaligen indischen Internationalen getan werden, er verstarb bereits auf der Fahrt ins Krankenhaus bzw. noch davor an einem erlittenen Herzinfarkt.